# Protomeloe
Protomeloe là một chi bọ cánh cứng trong họ Meloidae.
Chi này được miêu tả khoa học năm 1965 bởi Abdullah.

## Các loài
Các loài trong chi này gồm:
- Protomeloe argentinensis Abdullah, 1965
- Protomeloe crowsoni Abdullah, 1965
- Protomeloe simplex Selander, 1966